# Encyclia fowliei
Encyclia fowliei là một loài thực vật có hoa trong họ Lan. Loài này được Duveen mô tả khoa học đầu tiên năm 1990.